# Крушина (гміна)
Гміна Крушина (пол. Gmina Kruszyna) — сільська гміна у південній Польщі. Належить до Ченстоховського повіту Сілезького воєводства.
Станом на 31 грудня 2011 у гміні проживало 4921 особа.

## Територія
Згідно з даними за 2007 рік площа гміни становила 93.42 км², у тому числі:
- орні землі: 54.00%
- ліси: 38.00%

Таким чином, площа гміни становить 6.15% площі повіту.

## Населення
Станом на 31 грудня 2011:
| Опис     | Загалом | Загалом | Чоловіки | Чоловіки | Жінки | Жінки |
| -------- | ------- | ------- | -------- | -------- | ----- | ----- |
| одиниця  | осіб    | %       | осіб     | %        | осіб  | %     |
| все      | 4921    | 100     | 2433     | 49.44    | 2488  | 50.56 |
| міське   | 0       | 100     | 0        |          | 0     |       |
| сільське | 4921    | 100     | 2433     | 49.44    | 2488  | 50.56 |

## Сусідні гміни
Гміна Крушина межує з такими гмінами: Ґідле, Кломніце, Ладзіце, Миканув, Нова Бжежниця, Радомсько.